# Isabel Bowes-Lyon
Isabel Bowes-Lyon (Elizabeth Angela Marguerite Bowes-Lyon; Londres, 4 de agosto de 1900-Windsor, 30 de marzo de 2002) fue la esposa del rey-emperador Jorge VI, por lo tanto, ostentó el título de reina consorte del Reino Unido y los dominios británicos, entre 1936 y 1952. También fue la última reina consorte de Irlanda y la última emperatriz consorte de la India. Después del fallecimiento de su marido, comenzó a ser conocida como la reina Isabel, la Reina Madre, para evitar confusiones con su hija, la reina Isabel II.
Nacida en el seno de una familia de la nobleza escocesa —su padre heredó el condado de Strathmore y Kinghorne en 1904—, en 1923 se casó con Alberto, duque de York, segundo hijo del rey Jorge V y la reina María. Como duquesa de York, junto con su esposo y sus hijas Isabel y Margarita, personificó la idea tradicional de familia y de servicio público. Asumió diversos compromisos públicos y llegó a ser conocida como la «duquesa sonriente» debido a su constante expresión.
En 1936 su marido se convirtió inesperadamente en monarca del Reino Unido después de que su hermano, el rey Eduardo VIII, abdicase para poder casarse con Wallis Simpson, una socialite estadounidense divorciada. Ya como reina consorte, acompañó a su esposo en giras diplomáticas por Francia y Estados Unidos. 
Durante la Segunda Guerra Mundial, su espíritu aparentemente indomable proporcionó apoyo moral al pueblo británico, lo que hizo que el mismo Adolf Hitler la describiera como «la mujer más peligrosa de Europa» en reconocimiento a su papel como medio propagandístico; otros líderes del conflicto la calificaban como «un malvavisco asado en una soldadora».
Después de la guerra, la salud de Jorge VI se deterioró hasta su muerte en 1952, dejándola viuda a la edad de 51 años. Con la muerte de su esposo, seguida por la de su suegra al año siguiente, y con su cuñado viviendo en el extranjero y su hija mayor convertida en soberana a la edad de 25 años, Isabel se convirtió en el miembro más antiguo de la Familia real británica y asumió la posición de matriarca.
En sus últimos años, fue uno de los miembros más populares consistentemente de la realeza, cuando otros tenían bajos niveles de aprobación. Continuó con una vida pública activa hasta pocos meses antes de su muerte en marzo de 2002, a la edad de 101 años, siete semanas después de la muerte de su hija menor, la princesa Margarita.

## Infancia
Isabel fue la menor y novena hija de Claude Bowes-Lyon —más tarde 14.º conde de Strathmore y Kinghorne— y de Cecilia Cavendish-Bentinck. Su madre era descendiente del primer ministro británico William Cavendish-Bentinck, 3.er duque de Portland, y del gobernador general de la India, Richard Wellesley, 1.er marqués Wellesley, hermano mayor de otro primer ministro, Arthur Wellesley, 1.er duque de Wellington.

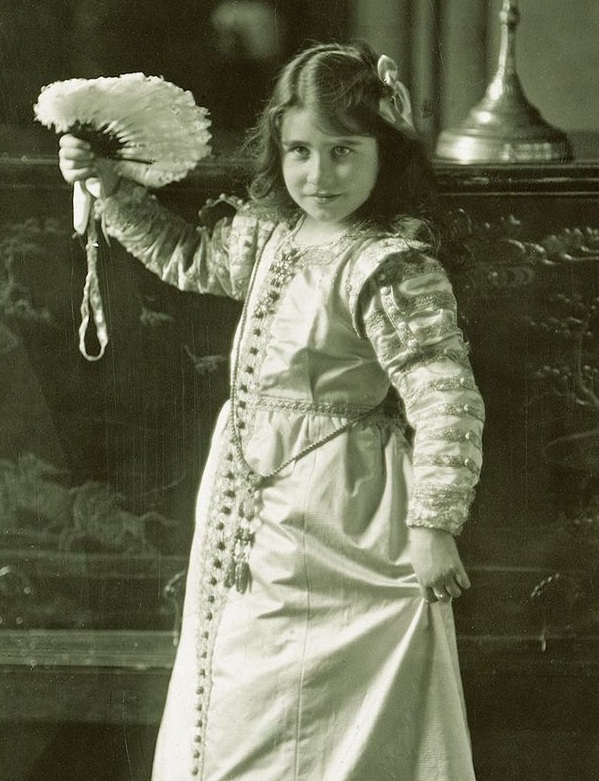
Isabel en 1909.

La ubicación de su nacimiento es incierta, pero se presume que nació en la mansión de sus padres en Belgrave Square, en los Jardines Grosvenor o en una ambulancia tirada por caballos durante el trayecto al hospital. Como posible lugar de su nacimiento también se ha mencionado la casa en Londres de su abuela materna, Luisa Burnaby. Su nacimiento se registró en Hitchin, Hertfordshire, cerca de la casa de campo de los Strathmore, St. Paul's Walden Bury; también se dio como lugar de nacimiento en el censo del año siguiente. De religión anglicana, fue bautizada el 23 de septiembre de 1900 en la iglesia parroquial de Todos los Santos y sus padrinos fueron su tía paterna lady Maud Bowes-Lyon y su prima, la esposa de Arthur James. Según un censo de 1911, continuaba viviendo en Hitchin.
Pasó gran parte de su infancia en St. Paul's Walden, así como en el Castillo de Glamis, hogar ancestral del conde de Glamis, en Angus, Escocia. Fue educada en casa por una institutriz hasta la edad de ocho años y era aficionada a los deportes de campo, los caballos y los perros. Cuando comenzó sus estudios en Londres, sorprendió a sus profesores por iniciar un ensayo con dos palabras griegas del Anábasis de Jenofonte. Las asignaturas en las que tenía mejor desempeño eran la literatura y la escritura. Más adelante retomó sus estudios de forma privada con Käthe Kübler, una institutriz judía alemana, y pasó el examen local de Oxford con honores a los trece años de edad.
El día de su decimocuarto cumpleaños, Gran Bretaña declaró la guerra a Alemania. Su hermano Fergus, oficial en el Regimiento Black Watch, murió en acción en Francia durante la Batalla de Loos en 1915. Otro de sus hermanos, Michael, fue reportado como desaparecido el 28 de abril de 1917. Tres semanas después, la familia descubrió que había sido herido y capturado, y permaneció en un campo de prisioneros de guerra durante el resto del conflicto bélico. Glamis se convirtió en una clínica de reposo para soldados heridos e Isabel ayudó a brindar atención a los soldados junto con su madre y su hermana Rose. También colaboró durante la organización del rescate de los enseres del castillo tras un grave incendio el 16 de septiembre de 1916.

## Matrimonio con el duque de York

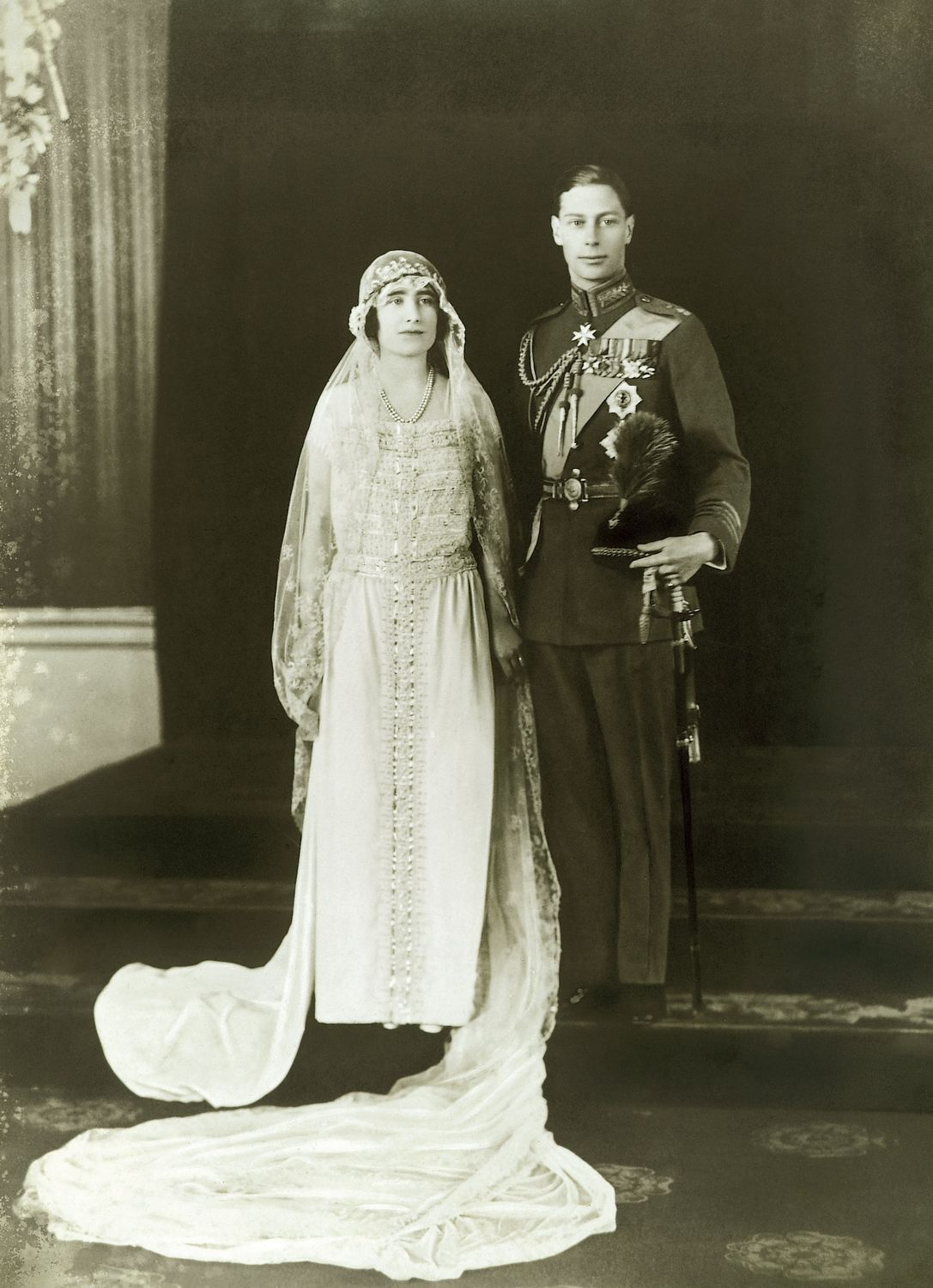
Matrimonio de Isabel con Alberto, duque de York, en 1923.

El segundo hijo del rey Jorge V, Alberto de York —«Bertie» para la familia— conoció a Isabel cuando eran niños, ya que era amigo de sus hermanos mayores, y le propuso matrimonio por primera vez al poco tiempo, en 1921, pero ella lo rechazó porque estaba temerosa de «nunca, nunca más tener la libertad de pensar, hablar y actuar como siento que realmente debería hacerlo». Cuando Alberto declaró que no se casaría con ninguna otra mujer, su madre, la reina María, visitó el castillo de Glamis, la residencia oficial de los condes de Strathmore y Kinghorne, para conocer a la joven. Quedó convencida de que Isabel era «la única que podía hacer feliz a Bertie», pero se negó a intervenir. Al mismo tiempo, Isabel era cortejada por James Stuart, que fue escudero de Alberto hasta que dejó el servicio del duque por un trabajo mejor remunerado en el negocio petrolero estadounidense. Stuart era además descendiente de la antigua familia real escocesa. También contaba entre sus pretendientes al príncipe Pablo de Serbia.
En febrero de 1922, fue dama de honor en la boda de María, hermana de Alberto, con el Vizconde de Lascelles. Al mes siguiente, Alberto le propuso nuevamente matrimonio pero lo rechazó una vez más. Finalmente, en enero de 1923, accedió a casarse con el duque a pesar de sus dudas acerca de la vida dentro de la realeza. La libertad que tuvo Alberto para elegir a Isabel (pese a ser un matrimonio desigual, al ser hija de un conde) se consideró un gesto a favor de la modernización política; anteriormente se esperaba que los príncipes se casaran con princesas de otras casas reales.
Contrajeron matrimonio el 26 de abril en la Abadía de Westminster. Inesperadamente, durante el camino a la abadía, Isabel puso su ramo de flores en la Tumba del Soldado Desconocido, gesto que desde entonces ha copiado cada novia real, aunque las novias posteriores han optado por hacerlo en el camino de regreso del altar. A partir de su matrimonio recibió el tratamiento de Su Alteza Real la duquesa de York. Después de un desayuno nupcial en el Palacio de Buckingham, preparado por el chef Gabriel Tschumi, partieron en luna de miel a Polesden Lacey, una casa solariega en Surrey, y luego se dirigieron a Escocia, donde Isabel se contagió de tosferina.

## Duquesa de York

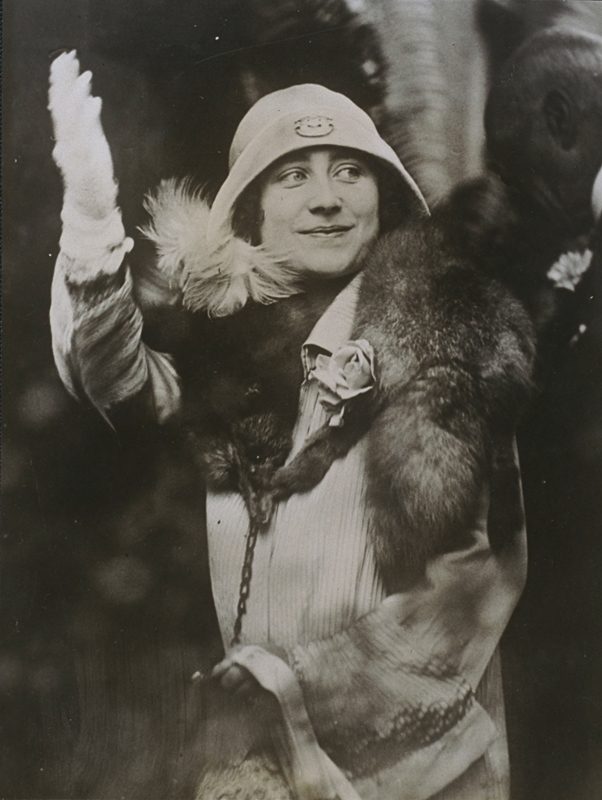
La duquesa fotografiada en Sídney, en marzo de 1927.

Después de una exitosa visita a Irlanda del Norte en 1924, el gobierno laborista estuvo de acuerdo en que el matrimonio podía visitar África Oriental desde diciembre de 1924 hasta abril de 1925. Este gobierno fue derrotado por los conservadores en las elecciones generales de noviembre —hecho que Isabel describió a su madre como «maravilloso»— y el gobernador general del Sudán Anglo-Egipcio, Lee Stack, fue asesinado tres semanas después. A pesar de esto, la gira siguió adelante y recorrieron Adén, Kenia, Uganda y Sudán, pero evitaron Egipto debido a las tensiones políticas presentes en ese país.
Alberto tenía un tartamudeo que afectaba su capacidad para pronunciar discursos y después de octubre de 1925, Isabel lo ayudó a través de una terapia ideada por Lionel Logue, como quedó reflejado en el filme El discurso del rey.
En 1926, la pareja tuvo su primera hija, Isabel —Lilibet para la familia—, que en 1952 se convirtió en la reina Isabel II. Su otra hija, Margarita, nació cuatro años después, en 1930.
En 1927, el matrimonio viajó a Australia sin su hija para inaugurar la Casa del Parlamento en Canberra. Isabel estaba, en sus propias palabras, «muy triste por dejar a su bebé». Su viaje por mar los llevó a través de Jamaica, el Canal de Panamá y el Océano Pacífico; la duquesa estuvo constantemente preocupada por regresar con su hija, pero su viaje fue un éxito en términos de relaciones públicas. Isabel dejó encantado al público en Fiyi, cuando saludó a una larga lista de invitados oficiales. En Nueva Zelanda cayó enferma con un resfriado y perdió algunos compromisos, pero disfrutó de la pesca local. En el viaje de regreso a través de Mauricio, el Canal de Suez, Malta y Gibraltar, su transporte, el HMS Renown, se incendió y debieron abandonar el barco un poco antes de que el fuego quedara bajo control.

## Abdicación de Eduardo VIII y ascenso al trono

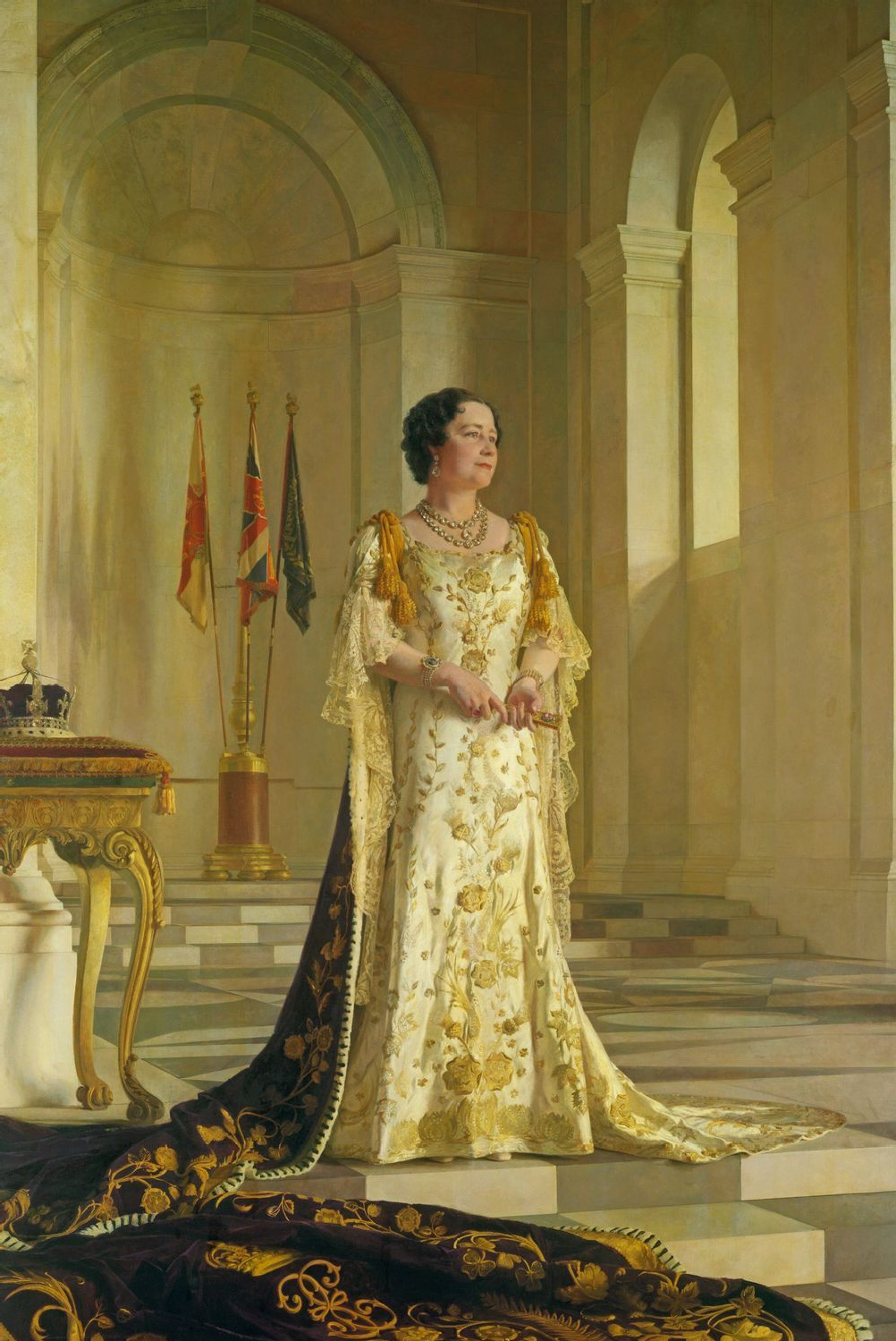
Retrato de coronación de la reina, realizado por sir Gerald Kelly, hacia 1938.

El 20 de enero de 1936, el rey Jorge V murió y su hijo mayor, el príncipe de Gales, se convirtió en su sucesor con el nombre de Eduardo VIII. Jorge V había expresado sus reservas acerca de su hijo mayor: 

Ruego a Dios que mi hijo mayor nunca se case ni tenga hijos, para que nada se interponga entre Bertie y Lilibet y el trono.

Continuamente, Eduardo provocó una crisis constitucional por su insistencia en casarse con la divorciada estadounidense Wallis Simpson. Aunque legalmente podía hacerlo, como rey ocupaba el puesto de gobernador supremo de la Iglesia de Inglaterra, que en esa época no permitía que las personas divorciadas volvieran a casarse. Los ministros creían que el pueblo nunca aceptaría a Simpson como reina y le aconsejaban que no se casara. Como monarca constitucional, Eduardo estaba obligado a aceptar el consejo de los ministros.
Sin embargo, en lugar de abandonar sus planes, el rey decidió abdicar en favor de su hermano Alberto, que subió al trono en su lugar de forma inesperada el 11 de diciembre de 1936 y tomó el nombre de Jorge VI. El 12 de mayo de 1937, él e Isabel fueron coronados en la fecha prevista para la coronación de Eduardo VIII. La corona de la reina era de platino y estaba ornamentada con el diamante Koh-i-Noor.
En tanto, Eduardo y Simpson se casaron y se convirtieron en el duque y la duquesa de Windsor. Mientras que él recibió el tratamiento de Su Alteza Real, Jorge VI decidió negarle el mismo tratamiento a la duquesa, decisión que su esposa apoyó. Se cita que Isabel se refería a la duquesa como «esa mujer». Por su parte, la duquesa se refería a Isabel como «Cookie» (Cocinerita).

## Reina consorte

### Visitas de Estado y giras reales

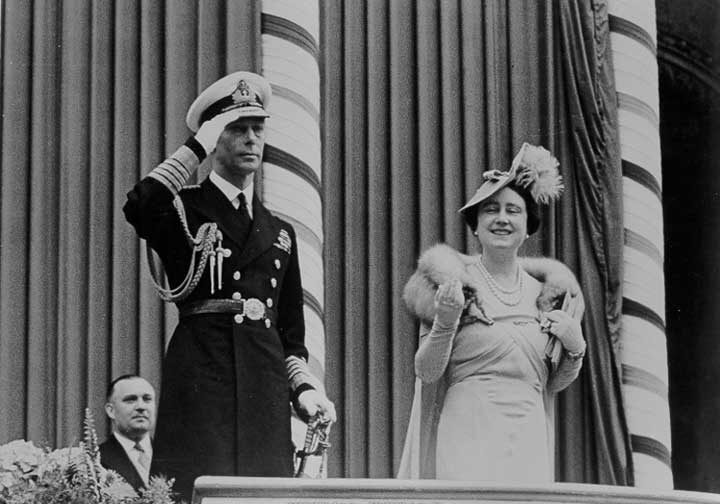
El Rey Jorge VI y la Reina Isabel en el Ayuntamiento de Toronto, 1939

En el verano de 1938 aplazaron una visita de Estado a Francia por tres semanas debido al fallecimiento de la madre de la reina. En el lapso de dos semanas, el modista Norman Hartnell le diseñó un ajuar de vestidos blancos debido a que no podía usar prendas de colores porque se hallaba de luto. La visita de Estado fue ideada para reforzar la solidaridad anglo-francesa frente a la agresión de la Alemania nazi. La prensa francesa elogió la actitud y el encanto de la pareja real durante la visita tardía pero exitosa.
Sin embargo, la agresión nazi continuó y el gobierno se preparó para la guerra. Tras la aprobación de los Acuerdos de Múnich de 1938, con la intención de evitar el conflicto armado, el primer ministro británico Neville Chamberlain fue invitado al balcón del Palacio de Buckingham con los reyes, donde recibió la aclamación de una multitud de simpatizantes. A pesar de que fue ampliamente popular entre el público en general, la política de Chamberlain frente a Hitler fue objeto de cierta oposición en la Cámara de los Comunes, lo que motivó al historiador John Grigg a describir el comportamiento del rey en asociación tan destacada con un político como «el acto más anticonstitucional realizado por un soberano británico en el siglo XX». Sin embargo, los historiadores argumentan que el monarca solo siguió el consejo de los ministros y actuó como estaba constitucionalmente obligado a hacerlo.
En junio de 1939, la pareja recorrió América del Norte con el objetivo de reforzar el apoyo trasatlántico en caso de guerra y para reafirmar la condición de Canadá como un reino con gobierno autónomo que compartía monarca con Gran Bretaña. La gira los llevó a través de Canadá y de regreso, pasaron por los Estados Unidos, donde visitaron a Franklin y Eleanor Roosevelt en la Casa Blanca y en su residencia del valle del Hudson. De acuerdo a varias publicaciones, durante uno de los primeros y repetidos encuentros de la pareja real con el público, un veterano de la Segunda Guerra de los Bóer le preguntó a Isabel: «¿Es usted escocesa o inglesa?», a lo que contestó: «Soy canadiense». La recepción que les dio el público de Canadá y los Estados Unidos fue muy entusiasta y disipó cualquier sentimiento residual de que Jorge e Isabel eran un sustituto menor de Eduardo. Por su parte, la primera dama dijo que como reina era «perfecta, graciosa, informada, que dice lo correcto y de forma amable, pero que ostenta un poco su realeza». Isabel definió esa visita al primer ministro Mackenzie King como la «gira que nos preparó», y de ahí en adelante acostumbró regresar con frecuencia a Canadá en visitas oficiales y privadas.

### La Segunda Guerra Mundial

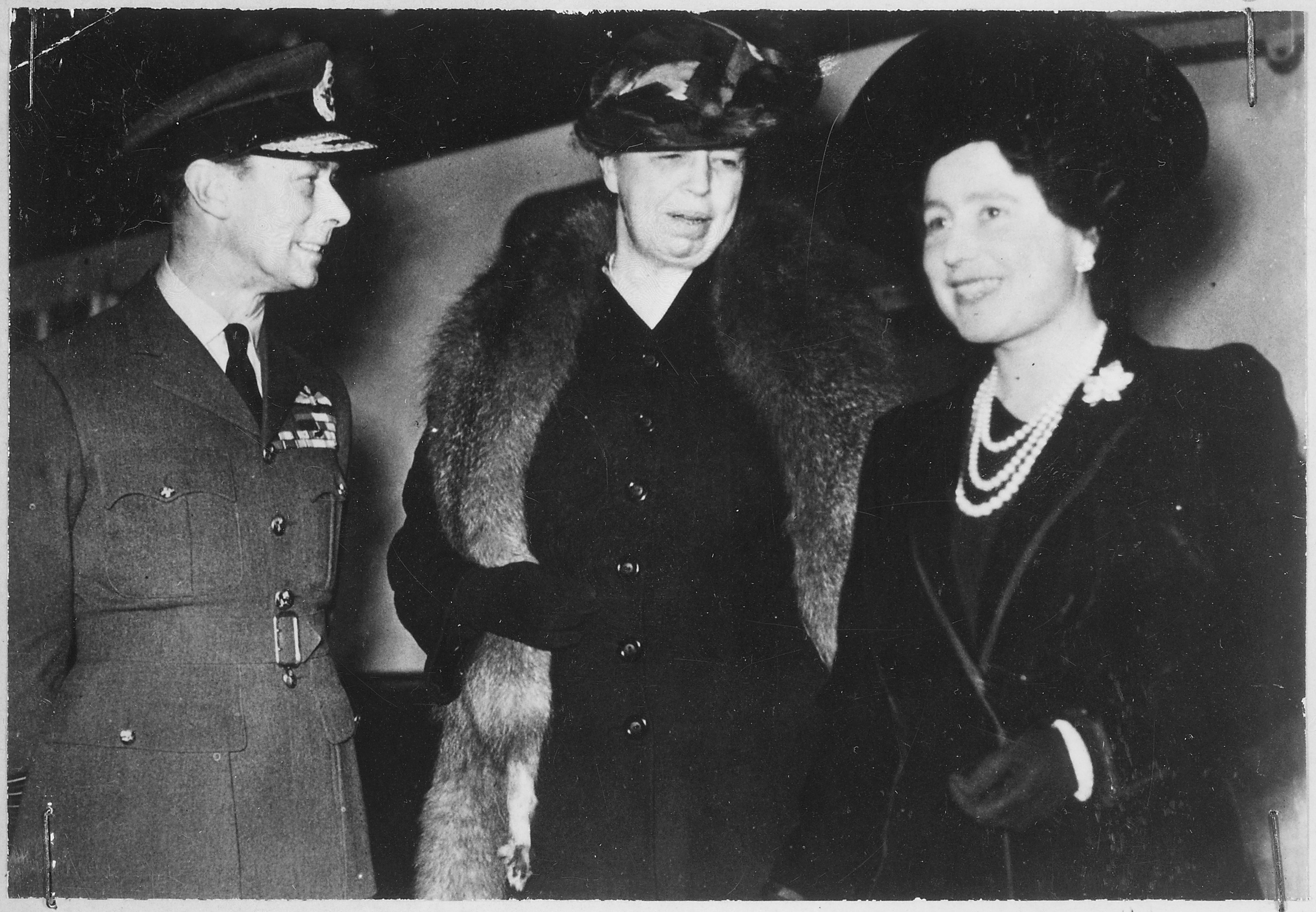
Los reyes Jorge VI (izq.) e Isabel (der.) junto a la primera dama Eleanor Roosevelt en Londres, octubre de 1932.

Durante la Segunda Guerra Mundial, los reyes se convirtieron en símbolos de la determinación del Reino Unido para luchar contra el fascismo. Poco después de la declaración de guerra, se concibió el libro The Queen's Book of the Red Cross, en el que contribuyeron cincuenta escritores y artistas, el cual llevaba en la portada el retrato de la reina que fue realizado por Cecil Beaton y se vendió con el objetivo de ayudar a la Cruz Roja. Isabel se negó públicamente a abandonar Londres o enviar a sus hijas a Canadá, incluso durante los bombardeos. Cuando los ministros del gabinete le aconsejaron que se marchara, les contestó:

Las niñas no se van sin mí. Yo no voy a dejar al Rey. Y el Rey nunca se irá.

Visitó tropas, hospitales, fábricas y diversos lugares de Gran Bretaña que fueron víctimas de los bombardeos de las fuerzas aéreas alemanas, en particular el East End, cerca de los muelles de Londres. Sus visitas inicialmente provocaron hostilidad, le arrojaron basura y fue objeto de las burlas de la multitud, en parte porque vestía con prendas costosas, lo que la alejaba de aquellos que sufrían las privaciones causadas por la guerra. Isabel explicaba que si las personas venían a verla usando su mejores ropas, ella debía corresponderles de la misma forma; Norman Hartnell diseñó sus vestidos en colores suaves, nunca en negro, tratando de representar «el arco iris de la esperanza». Cuando el mismo Palacio de Buckingham recibió varios ataques durante el apogeo de los bombardeos, afirmó: 

Me alegro de que fuéramos bombardeados. Me hace sentir que puedo mirar a las personas del East End a la cara.

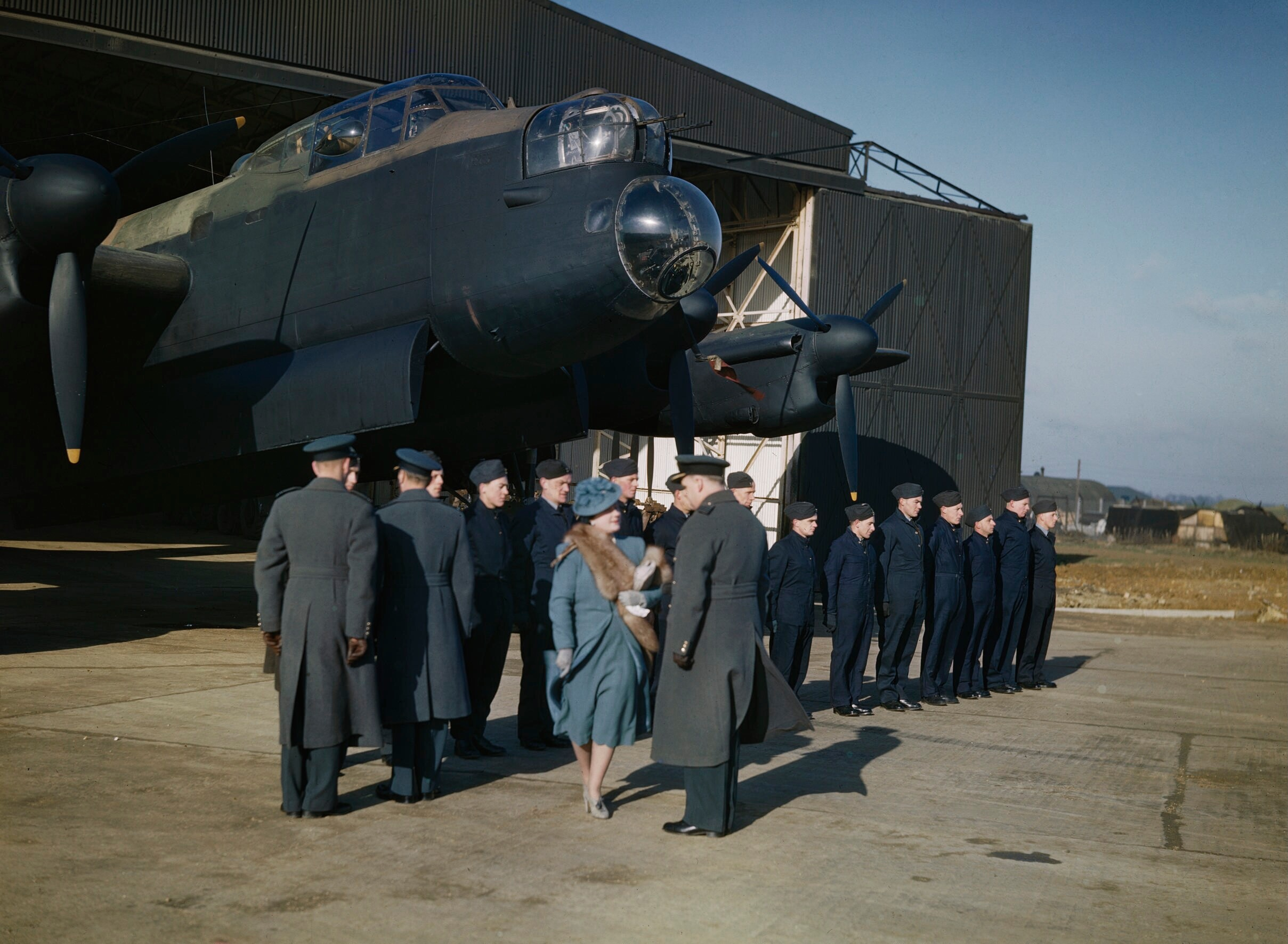
La reina inspeccionando al escuadrón n.º 156 de la RAF, con el Avro lancaster de espaldas a los soldados, en febrero de 1944.

Por razones de seguridad, los reyes trabajaban durante el día en el Palacio de Buckingham, pero por la noche se alojaban en el Castillo de Windsor, a unas 20 millas (32 km) al oeste del centro de Londres, con sus hijas Isabel Margarita. El palacio había perdido gran parte de su personal, que había ingresado en el ejército, y la mayoría de las habitaciones se hallaban cerradas. Las ventanas estaban destrozadas por las explosiones y tuvieron que ser clausuradas. Durante la Guerra de Broma, la reina fue entrenada en el uso de un revólver a causa del temor de que hubiera una invasión inesperada.
Debido a su efecto sobre la moral británica, se dice que Hitler la calificó como «la mujer más peligrosa de Europa». Sin embargo, antes del inicio de la contienda, tanto Isabel como su marido, al igual que la mayoría del Parlamento y el pueblo británico, habían sido partidarios del apaciguamiento y el primer ministro Neville Chamberlain creía, después de la experiencia de la Primera Guerra Mundial, que había que evitar rotundamente un nuevo conflicto. Después de la dimisión de Chamberlain, el rey le pidió a Winston Churchill que formara un gobierno. Aunque inicialmente él y su esposa se resistieron a apoyar a Churchill, en su momento llegaron a respetarlo y admirarlo porque percibían su valor y solidaridad. En 1945, al finalizar la guerra, Churchill fue invitado a asomarse al balcón del palacio en un gesto similar al ofrecido a su predecesor.
Durante el transcurso del conflicto bélico, su sobrino, John Patrick Bowes-Lyon, murió durante un combate en 1941 y Andrew Elphinstone, otro de sus sobrinos, fue capturado y convertido en prisionero de guerra. De los hermanos del rey, el duque de Kent, falleció en un accidente aéreo el 25 de agosto de 1942, el duque de Gloucester fue nombrado Gobernador General de Australia y el duque de Windsor, gobernador general de las Bahamas.

### Años de posguerra

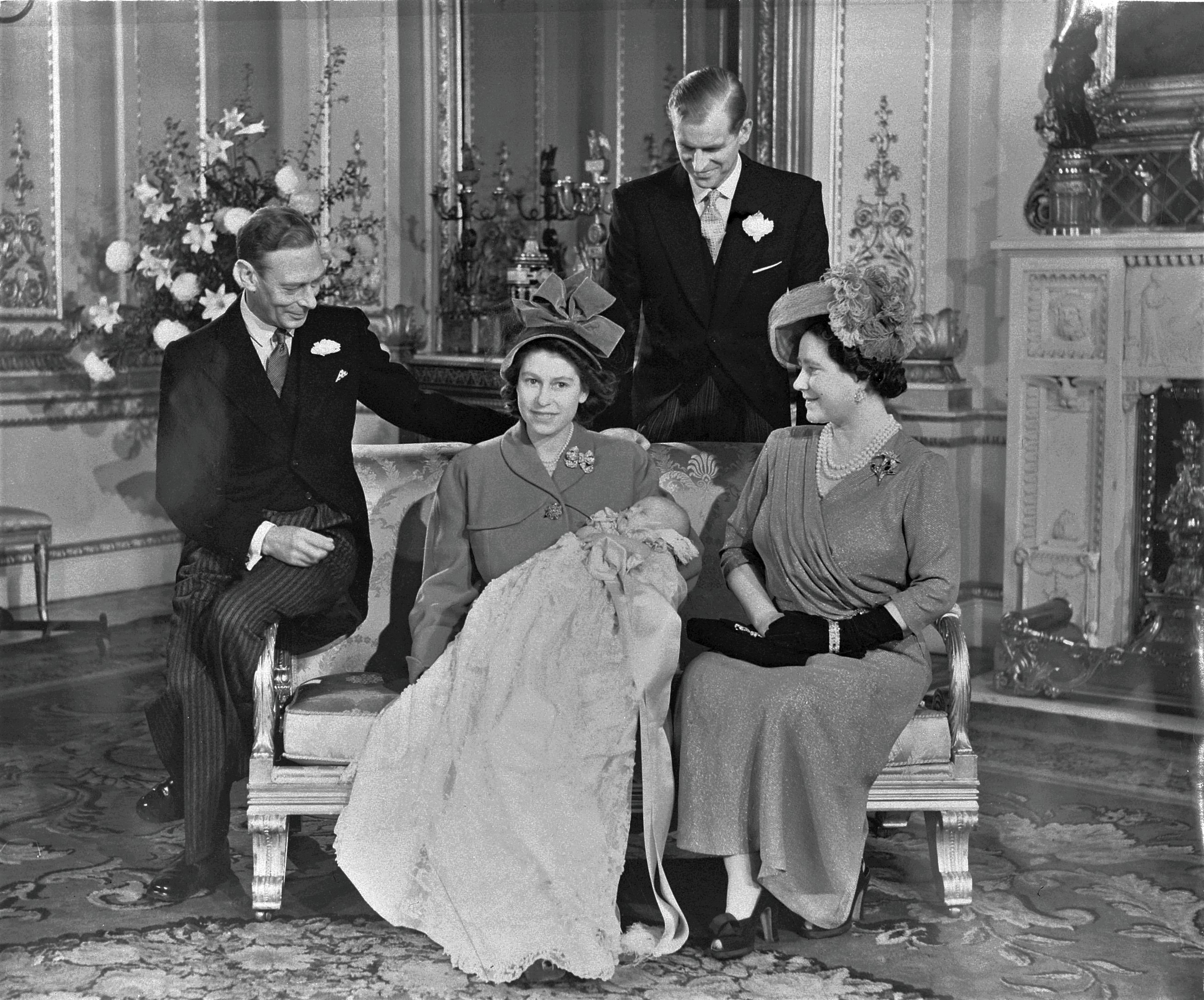
Fotografía de la Familia Real en conmemoración del bautizo del príncipe de Gales, en diciembre de 1948. De izquierda a derecha, sentados: Jorge VI, la princesa Isabel, el príncipe Carlos (en brazos de su madre) y la reina Isabel. De pie: Felipe, duque de Edimburgo.

En 1945, durante las elecciones generales británicas, el Partido Conservador de Churchill fue derrotado por el Partido Laborista de Clement Attlee. Los puntos de vista políticos de Isabel raras veces se dieron a conocer, pero en una carta escrita en 1947 describe las esperanzas de Atlee de «lograr un paraíso socialista en la tierra» como débiles y, presumiblemente, describe a aquellos que votaron por él como «pobre gente, la mayoría medio educada y confusa. Realmente los amo». Woodrow Wyatt pensaba que era «mucho más pro Conservadora que otros miembros de la Familia Real», pero más tarde Isabel le comentó: «Me gusta el viejo y querido Partido Laborista». También le dijo a la duquesa de Grafton: «amo a los comunistas». Después de seis años en el cargo, Attlee fue derrotado en las elecciones generales británicas de 1951 y Churchill volvió al poder.
En 1947, Isabel y Jorge VI realizaron un viaje por Sudáfrica junto a sus dos hijas y el 12 de mayo regresaron a Inglaterra. El 9 de julio de ese año se anunció el compromiso matrimonial de la princesa Isabel con Felipe Mountbatten, cuya boda se celebró en noviembre y un año después nacería su primer hijo Carlos. El recorrido de 1948 por Australia y Nueva Zelanda se suspendió debido a que el estado de salud del rey se agravó: en marzo de 1949 tuvo una intervención quirúrgica para mejorar la circulación en su pierna derecha. En el verano de 1951, la reina y sus hijas cumplieron algunos compromisos públicos en lugar del rey, a quien en septiembre se le había diagnosticado cáncer de pulmón. Luego de que se le practicara una resección pulmonar, pareció recuperarse, pero nuevamente se alteraron los planes para el viaje a Australia y Nueva Zelanda, por lo que decidió enviar en su lugar a la princesa Isabel y su esposo.

## Reina madre

### Viudez

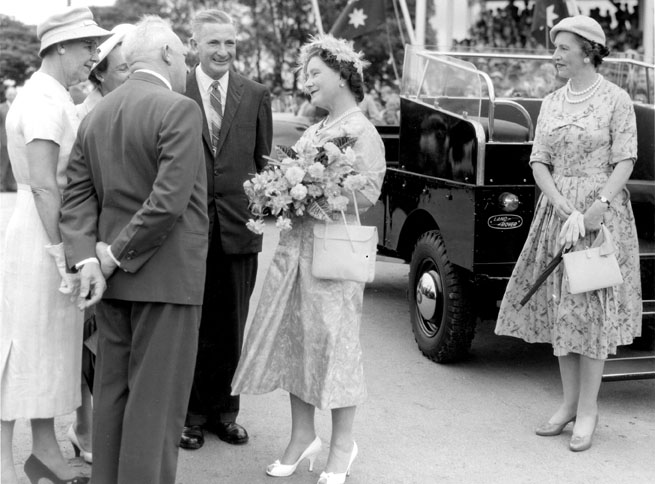
Isabel fotografiada en Brisbane durante su gira por Australia, 1958.

El 6 de febrero de 1952, Jorge VI murió mientras dormía a la edad de 56 años. Poco después, Isabel recibió el tratamiento de Su Majestad la Reina Isabel, la Reina Madre. Este tratamiento protocolario se adoptó porque el que le hubiera correspondido era muy similar al tratamiento otorgado a su hija, que ahora era la reina Isabel II, aunque popularmente siempre fue llamada la Reina Madre.
Quedó muy deprimida por la muerte de su esposo, por lo que viajó a Escocia para descansar pero luego de una reunión con el primer ministro Winston Churchill, terminó con su retiro y reanudó sus funciones públicas. Con el tiempo llegó a estar tan ocupada como Reina Madre como lo había estado de reina. En julio de 1953, emprendió su primer viaje al extranjero después de la muerte del rey para colocar la primera piedra del Colegio Universitario de Rodesia y Nyasalandia que actualmente es la Universidad de Zimbabue en Mount Pleasant. Regresó en 1957 cuando fue nombrada presidenta del colegio y asistió a otros eventos en la región que fueron programados deliberadamente para ser multirraciales. Durante la extensa gira de su hija por la Mancomunidad de Naciones en 1953 y 1954, Isabel actuó como consejera de Estado y cuidó de sus nietos Carlos y Ana.
Supervisó la restauración del Castillo de Mey en la costa de Caithness en Escocia, donde acostumbraba «alejarse de todo», durante tres semanas en agosto y diez días en octubre de cada año. Inspirada por lord Mildmay, jockey aficionado, desarrolló un gran interés por las carreras de caballos, en particular por el salto de obstáculos, que continuó durante el resto de su vida. Fue dueña de varios caballos que ganaron en conjunto aproximadamente 500 carreras. Sus colores distintivos azul con rayas beige fueron llevados por caballos como Special Cargo, ganador de la Copa de Oro de Whitbread de 1984, y Devon Loch, que se detuvo espectacularmente justo antes de llegar a la meta para ganar el Grand National de 1956. A pesar de que, contrario a los rumores, nunca realizó apuestas, hacía que los comentarios llegaran directamente a su residencia de Londres, Clarence House, para poder seguir las carreras. Como coleccionista de arte, adquirió obras de Claude Monet, Augustus Edwin John y Carl Fabergé. En 1960, su segunda hija se casó con el fotógrafo y cineasta Antony Armstrong-Jones, relación que mantendrían hasta 1978, cuando se divorciaron.

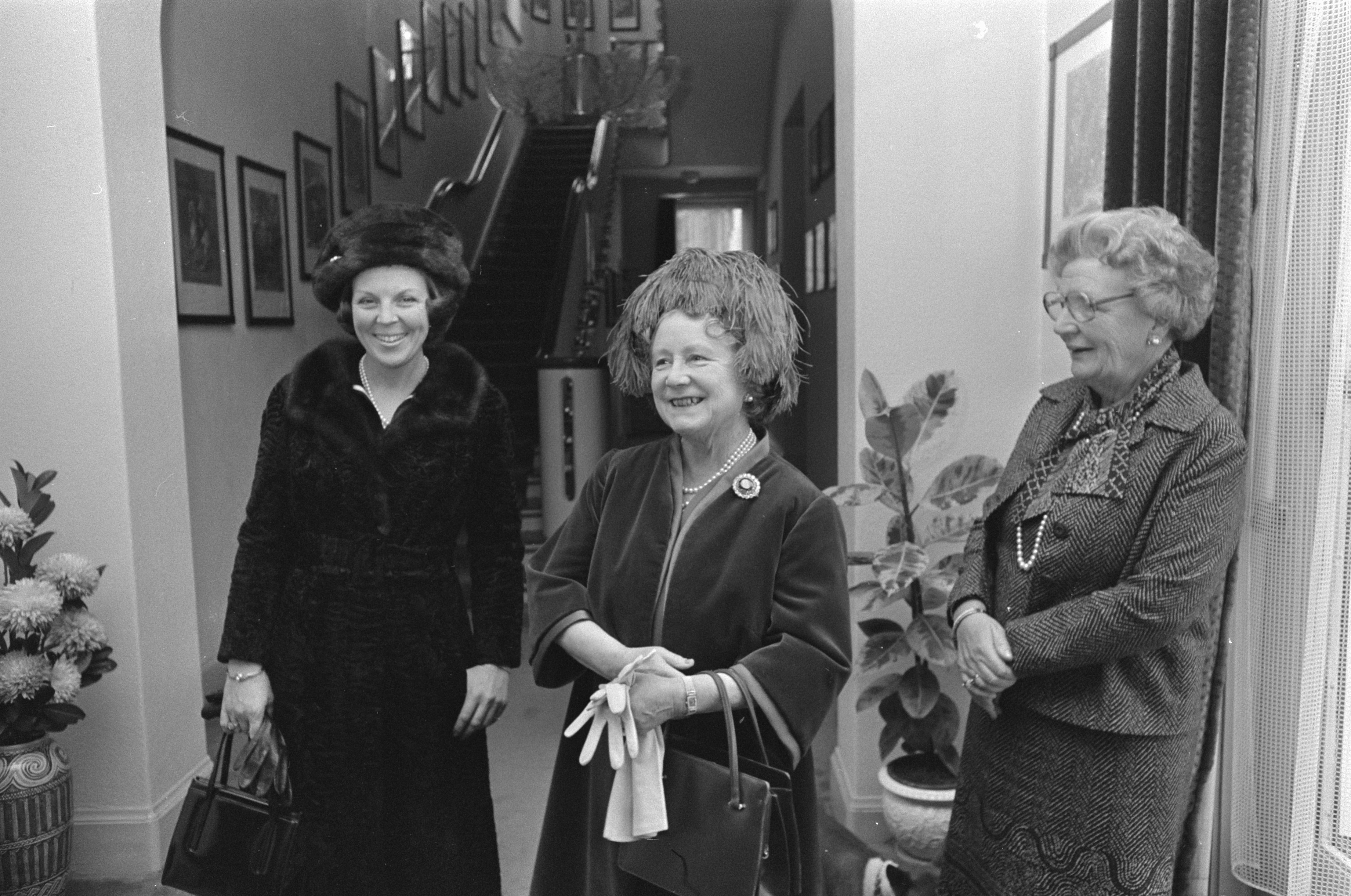
La Reina Madre durante una recepción con la reina Juliana de los Países Bajos y su hija, la princesa Beatriz, en noviembre de 1975.

En febrero de 1964, se le efectuó una apendicectomía de emergencia, que le obligó a postergar una gira por Nueva Zelanda, Australia y Fiyi hasta 1966. Para recuperarse, realizó un viaje en crucero por el Caribe a bordo del yate real Britannia. En diciembre de 1966, se sometió a una operación para extirpar un tumor después de que se le detectara cáncer de colon. En 1982, fue trasladada a un hospital para extraer, mediante cirugía, una espina de pescado de la garganta. En 1984, se le quitó un tumor cancerígeno del pecho en una intervención quirúrgica y en 1986, fue hospitalizada durante una noche por una segunda obstrucción gástrica.
En 1975, visitó Irán por invitación de Mohamed Reza Pahlevi. El embajador británico y su esposa, Anthony y Sheila Parsons, observaron que los iraníes estaban desconcertados por su costumbre de hablarle a todo el mundo independientemente de su condición o importancia y confiaban en que el séquito del Sha aprendería de la visita a prestar más atención a la gente común. Cuatro años más tarde, el Sha fue derrocado. Entre 1976 y 1984, hizo visitas anuales de verano a Francia, que estuvieron entre los 22 viajes privados que realizó a Europa continental entre 1963 y 1992. Antes de la boda de su nieto Carlos con lady Diana Spencer en 1981, y tras la muerte de esta última en 1997, la Reina Madre —conocida por su encanto personal—, fue con diferencia el miembro más popular de la Familia Real. Sus sombreros con el ala hacia arriba y con grandes redes, además de sus vestidos con paneles drapeados, se convirtieron en un distintivo de su estilo personal.

### Centenario

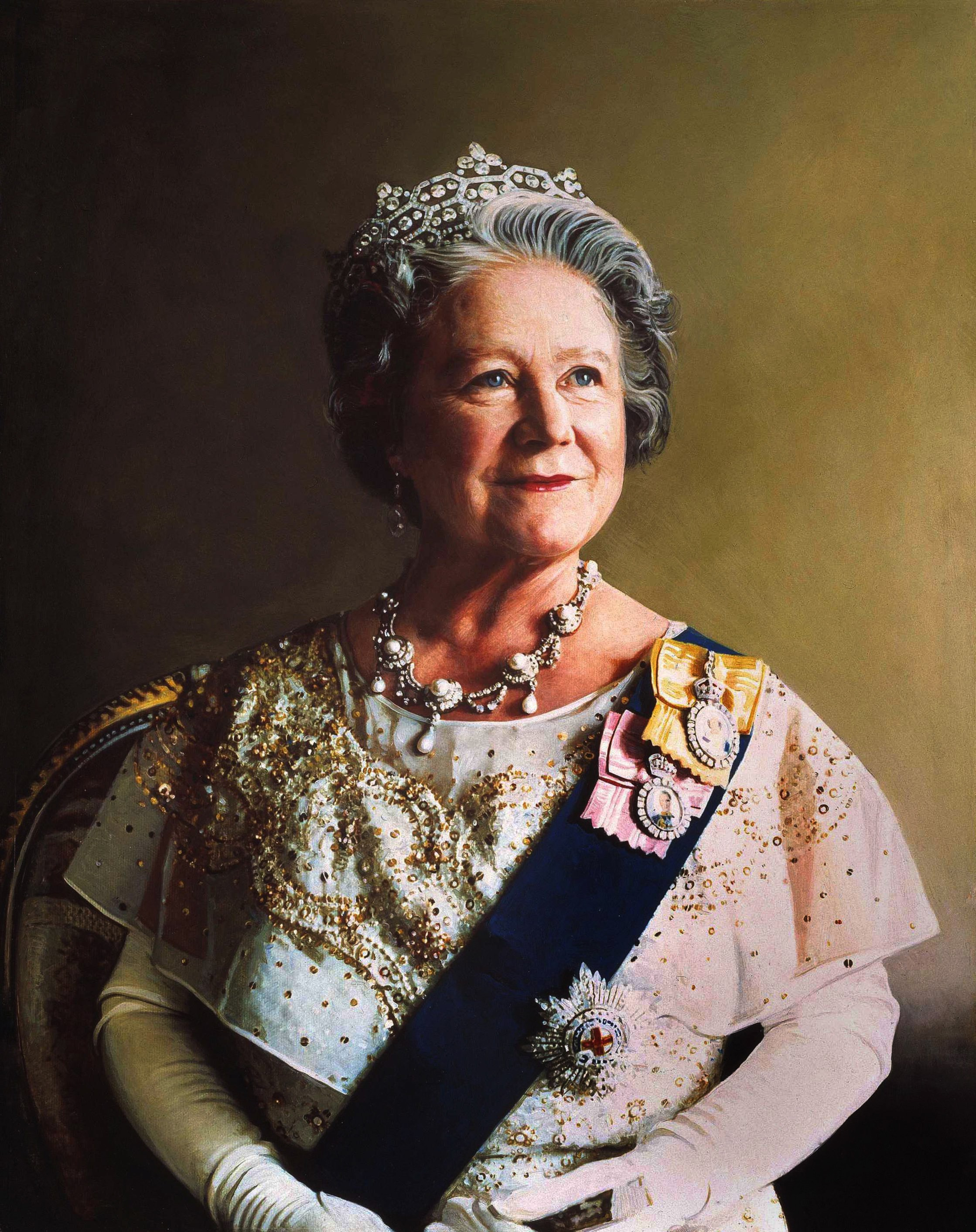
Retrato de Isabel, la Reina Madre, realizado por Richard Stone en 1986.

En sus últimos años, la Reina Madre adquirió popularidad por su larga vida y experiencia. Su nonagésimo cumpleaños, que tuvo lugar el 4 de agosto de 1990, fue celebrado con un desfile el 27 de junio con la participación de algunas de las trescientas organizaciones de las que fue patrona. En 1995, estuvo presente en los actos conmemorativos del 50.º aniversario del final de la Segunda Guerra Mundial y además, tuvo dos operaciones: una para eliminar una catarata en su ojo izquierdo y otra para reemplazar su cadera derecha. En 1998, se le efectuó un reemplazo de la cadera izquierda, luego de que se resbalara y cayera durante una visita a los establos de Sandringham House.
El 4 de agosto de 2000, la Reina Madre celebró su centenario con una imponente ceremonia. En su residencia oficial, Clarence House, el cartero de la reina le otorgó un telegrama escrito de su hija Isabel, quien tradicionalmente envía cartas a todas aquellas personas que alcanzan un siglo de vida. Luego, la banda de tres regimientos interpretó el popular «Cumpleaños feliz» y se liberaron cinco millones de globos de colores. Al mediodía, fue trasladada, junto a su nieto Carlos, en un carruaje abierto para saludar a la multitud que se había congregado, de las cuales cerca de quinientas personas habían acampado en Green Park para asegurarse un sitio en la celebración, que fue vista a nivel mundial en televisión por 800 millones de televidentes.
En noviembre de 2000, se rompió la clavícula tras una caída, por lo que debió realizar algunos tratamientos para la recuperación en su casa durante Navidad y Año Nuevo.
Por  su 101.er cumpleaños, se realizó un desfile del Primer batallón de la Guardia Galesa y de la banda musical de la Guardia Granadera por el recinto de entrada de Clarence House. Pocos días antes, había padecido un cuadro agudo de anemia, por el que se le debió efectuar una transfusión sanguínea. En diciembre de 2001, se fracturó la pelvis; aun así, pudo asistir a la ceremonia en memoria de su marido el 6 de febrero del año siguiente y escuchar de pie el himno nacional.  Tan solo tres días después, su hija menor, Margarita, murió de una apoplejía a la edad de 71 años. El 13 de febrero de 2002, la Reina Madre se cayó y se hirió el brazo en Sandringham House, motivo por el cual se debió dar aviso a una ambulancia y a un médico. A pesar de su caída, insistió en concurrir al funeral de su hija en la Capilla de San Jorge en el Castillo de Windsor. La reina Isabel II y el resto de la familia estaban muy preocupados por la Reina Madre, que debía viajar desde Norfolk. Sin embargo, pidió que se la protegiera de la prensa de manera que no se pudiera tomar ninguna fotografía de ella en silla de ruedas. Desde la muerte de Margarita, el estado de salud de la Reina Madre declinó notablemente.

## Fallecimiento

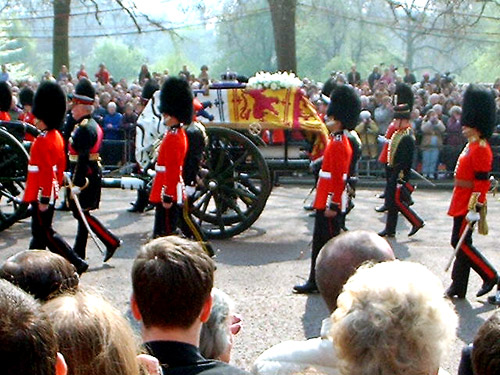
Funeral de la Reina Madre.

La Reina Madre falleció mientras dormía en el Castillo de Windsor el 30 de marzo de 2002 a las 15:15 GMT con su hija Isabel a su lado. Desde hacía cuatro meses, padecía una bronquitis producto de un resfriado. En el momento de su muerte a la edad de 101 años, era el miembro más longevo de la historia de la Familia Real Británica. Este récord fue desplazado el 24 de julio de 2003 por su cuñada, la princesa Alicia, duquesa de Gloucester, quien murió a los 102 años el 29 de octubre de 2004.
Isabel plantó camelias en cada uno de sus jardines y antes de que su ataúd fuera cubierto con la bandera de su estandarte en Windsor para su funeral de Estado en Westminster Hall, un ramo de camelias fueron colocadas en la parte superior del mismo. Más de 200 000 personas presenciaron su funeral en el Palacio de Westminster durante tres días. Los miembros de la Household Cavalry y otras ramas de las fuerzas armadas hicieron guardia en los cuatro extremos del catafalco. En un momento dado, cuatro de sus nietos, el príncipe Carlos, el príncipe Andrés, el príncipe Eduardo y el vizconde de Linley, montaron guardia a modo de una señal de respeto conocida como la Vigilia de los Príncipes, un honor concedido solo una vez antes durante el funeral de Estado del rey Jorge V.
En el día de su funeral, el 9 de abril, el gobernador general de Canadá emitió una proclama en la que pidió a los canadienses honrar su memoria ese día. En Australia, el gobernador general leyó una nota en un servicio conmemorativo que se llevó a cabo en la Catedral de San Andrés, en Sídney. Más de un millón de personas en Londres ocuparon la zona externa de la Abadía de Westminster y 37 km desde el centro de Londres hasta su lugar de descanso final, junto a los restos de su marido y las cenizas de su hija Margarita en la Capilla conmemorativa del rey Jorge VI, en la Capilla de San Jorge en el Castillo de Windsor. De acuerdo a sus deseos, la corona que había permanecido encima de su ataúd fue colocada en la Tumba del Soldado Desconocido, un gesto que hizo eco del homenaje que rindió el día de su boda.

## Percepciones públicas y críticas
A pesar de que la Reina Madre fue considerada uno de los miembros más populares de la Familia Real Británica en los últimos tiempos y que además contribuyó a estabilizar la popularidad de toda la monarquía en su conjunto, también fue objeto de diversos grados de crítica durante su vida.
Las denuncias de que durante la Segunda Guerra Mundial no cumplió con las normas de racionamiento a las que estaba sujeta el resto de la población se contradicen con los registros oficiales; Eleanor Roosevelt, durante su estancia en el Palacio de Buckingham en medio de la guerra, informó expresamente que la comida que se servía en el Palacio estaba racionada y se permitía un uso limitado del agua del baño.
Además se denunció que Isabel utilizaba insultos racistas para referirse a las personas de raza negra, lo que fue negado firmemente por Major Colin Burgess. Major Burgess era el esposo de Elizabeth Burgess, secretaria mestiza que acusó a los miembros del personal del Príncipe de Gales de discriminación racial. La Reina Madre nunca hizo ningún comentario público sobre asuntos raciales, pero de acuerdo con Robert Rhodes James en privado «aborrecía la discriminación racial» y calificaba el apartheid como «terrible». Woodrow Wyatt registró en su diario que cuando expresó la opinión de que los países con habitantes de tez negra no tienen nada en común con «nosotros», la Reina Madre le dijo: 

Siento mucha inclinación por la Mancomunidad. Todos ellos son como nosotros.

Sin embargo, desconfiaba de los alemanes, al respecto le dijo a Woodrow Wyatt: «Nunca confiaré en ellos». Aunque fuera cierto que tuviera esos puntos de vista, se ha argumentado que era normal en los británicos de su generación y su educación, que habían sufrido dos violentas guerras con Alemania.
En 1987, fue criticada cuando se supo que dos de sus sobrinas, Katherine y Nerissa Bowes-Lyon, habían sido internadas en un hospital psiquiátrico porque estaban severamente incapacitadas. Sin embargo, en el Burke's Peerage se listaba a las hermanas como muertas, al parecer porque su madre, Fenella, cuñada de la Reina Madre, fue «extremadamente imprecisa» a la hora de llenar los formularios y puede que no haya completado los trámites para el correcto registro de la familia. Cuando Nerissa murió un año antes, su tumba fue marcada inicialmente con una etiqueta de plástico y un número de serie. Isabel dijo que la noticia de su internamiento fue una sorpresa para ella.
Tras enviudar, surgieron rumores de que habría mantenido un romance con Arthur Penn y el rey Olaf V de Noruega, pero la reina Victoria Eugenia de Battenberg afirmó en 1963 que esos rumores eran «totalmente absurdos». La soberana fue íntima amiga de la Reina Madre y señaló además que «Isabel nunca habría considerado siquiera volver a casarse», ya que su intención era la de «mantenerse como lo que siempre fue, la respetada, honrada y enormemente popular Reina Madre de los británicos».
Michael Thornton, que publicó un libro biográfico de Isabel en 1984, comentó sobre ella: 

Ha sido, sin lugar a dudas, la monarca consorte más sobresaliente y exitosa de la historia de Gran Bretaña, aunque, al igual que su hija, la actual soberana de Inglaterra, era una mujer de acero capaz de hacer las cosas más imprudentes.

En 2009, la publicación de su biografía oficial con autoría de William Shawcross, provocó varias polémicas. En las casi mil páginas de la publicación, además de relatarse detalladamente su vida, se intercalan algunas revelaciones sobre la intimidad de la Reina Madre. Entre ellas destacan su excesivo gusto por las bebidas alcohólicas y las versiones que indican que dejó al borde de la bancarrota a la familia Windsor en 1996 por su «excesiva» afición a las apuestas en las carreras de caballos.

## Legado

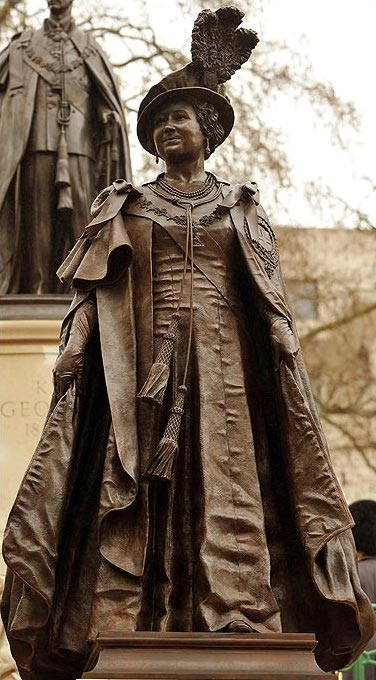
Estatua de Isabel Bowes-Lyon en Londres.

El arquitecto Hugh Casson la definió como una «una ola que choca contra una roca, porque aunque sea dulce, bonita y encantadora, también tiene una veta básica de dureza y tenacidad. [...] cuando una ola se rompe sobre una roca salpica y destella con un brillante juego de espuma y de gotas en el sol, pero por debajo es realmente fuerte, roca dura, fusionada, en su caso, de fuertes principios, coraje físico y sentido del deber». El actor inglés Peter Ustinov, durante una manifestación de estudiantes en la Universidad de Dundee en 1968, dijo: 

Cuando llegamos en solemne procesión, los estudiantes nos arrojaron rollos de papel higiénico. La Reina Madre se detuvo y recogió uno de estos como si alguien lo hubiese extraviado. [Regresándolo a los alumnos dijo:] «¿Es tuyo? ¿Puedes tomarlo?». Y fue su sangre fría y su rechazo absoluto a ser sorprendida, lo que de inmediato silenció a todos los estudiantes. Sabe instintivamente qué hacer en esas ocasiones. No se involucró en el altercado en absoluto, solamente pretendió que lo sucedido fue un descuido por parte de los responsables. La forma en que reaccionó no solo mostró su presencia de ánimo, sino que fue tan encantadora que desarmó así hasta al elemento más rabioso y llevó la paz a las aguas turbulentas.

Era bien conocida por sus ocurrencias mordaces. Cuando oyó que Edwina Mountbatten fue sepultada en el mar, dijo: «A la querida Edwina siempre le gustó salpicar». Acompañada por el escritor homosexual Noël Coward en una gala, subió una escalera flanqueada por guardias. Cuando se dio cuenta de que los ojos de Sir Coward parpadearon momentáneamente frente a los soldados, le murmuró: 

Yo no haría eso si fuera usted, Noël: los cuentan antes de traerlos.

Sobre el destino del regalo de un Nabucodonosor de champán —equivalente a 20 botellas—, aunque su familia no acudió para las fiestas, dijo: «Me lo acabaré yo misma». Su extravagante estilo de vida divertía a los periodistas, sobre todo cuando salió a la luz que tenía un sobregiro de varios millones de libras con el banco Coutts.

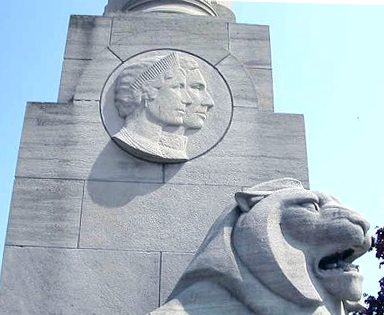
Monumento cercano a Toronto, con las imágenes de la Reina y su esposo, Jorge VI.

Sus hábitos se parodiaban a menudo en la década de 1980, en la serie de televisión Spitting Image, que la mostraba siempre con una copia del Racing Post, un periódico inglés de carreras de caballos. Fue interpretada además por Sylvia Syms en la película The Queen de 2006, que refleja la relación que mantenía la Familia Real con Lady Di y como reaccionó ante su muerte acaecida el 31 de agosto de 1997. Por su parte, Helena Bonham Carter la personificó en el filme El discurso del rey de 2010.
La Reina Madre dejó la mayor parte de su herencia a su hija, a excepción de algunos legados a los miembros de su personal. Se estima que su patrimonio rondaba los 50 millones de libras esterlinas —70 millones de dólares— entre pinturas, huevos Fabergé, caballos y joyas. En 1994, ocho años antes de su muerte, presuntamente había establecido varios fideicomisos en beneficio de sus bisnietos. La reina Isabel trasladó varias de las piezas de arte más importantes de su madre a la Royal Collection.
El 24 de febrero de 2009, se dio a conocer una estatua diseñada por Philip Jackson en el monumento a Jorge VI en Londres. La compañía naviera Cunard Line bautizó en su honor al transatlántico RMS Queen Elizabeth, a cuya botadura asistió el 27 de septiembre de 1938 y también viajó en él en 1954 con destino a Nueva York.
En marzo de 2011, su gusto musical ecléctico se develó cuando se hicieron públicos detalles de su pequeña colección de discos en el Castillo de Mey. Tenía una predilección por la música ska y los registros incluían a artistas como Montana Slim, Tony Hancock, Édith Piaf, The Goons y Noël Coward. Otras predilecciones musicales comprendían la música folk, reels escoceses y los musicales Oklahoma! y El rey y yo.

## Títulos, honores y armas

### Títulos
| ● 4 de agosto de 1900-16 de febrero de 1904:    | La honorable Elizabeth Bowes-Lyon                                           |
| ● 16 de febrero de 1904-26 de abril de 1923:    | Lady Elizabeth Bowes-Lyon                                                   |
| ● 26 de abril de 1923-11 de diciembre de 1936:  | Su alteza real la duquesa de York, condesa de Inverness, baronesa Killarney |
| ● 11 de diciembre de 1936-6 de febrero de 1952: | Su majestad la reina                                                        |
| ● 6 de febrero de 1952-30 de marzo de 2002:     | Su majestad la reina Isabel, la reina Madre                                 |

En India:
| ● 11 de diciembre de 1936-22 de junio de 1948: | Su majestad imperial la emperatriz de la India |

### Honores
Desde 1923 se le otorgaron diversas distinciones, como la Real Orden Familiar, la Real Cruz Roja en 1936, la Legión de Honor en Francia en 1938 o la Orden de la Jarretera en 1936. También recibió la Orden El Sol del Perú en 1960 y más recientemente, la Orden de Nueva Zelanda en 1990 y la de Canadá en 2000. Al momento de su deceso, contaba con más de veinte honores, órdenes, medallas y condecoraciones de muchos países extranjeros, como Rumania, Nepal, el Reino de Yugoslavia y Afganistán.

### Armas
El escudo de armas de la Reina Madre está conformado por el Escudo del Reino Unido empalado con las armas de su padre, el conde de Strathmore; este último lleva en el primero y cuarto cuarteles, un león rampante azur en campo de argén, uñado en gules y dentro de un doble orlado flor contra flor; en el segundo y tercer cuarteles tres arcos sobre campo de armiño. El escudo está rematado con la corona imperial y sostenido por el león coronado de Inglaterra y un león oro y faja de gules.
|                                   |
| Escudo de Isabel, duquesa de York |

|                        |
| Escudo la reina Isabel |

|                                     |
| Escudo la reina Isabel (en Escocia) |

|                               |
| Estandarte de la reina Isabel |

## Ancestros
| \| \| \| \| \| \| \| \| \| \| \| \| \| \| \| \| \| \| \| \| 16. Thomas Lyon-Bowes, XI conde de Strathmore y Kinghorne \| \| \| \| \| \| \| \| \| \| \| \| \| \| \| \| \| \| \| \| \| \| \| \| \| \| \| \| \| \| \| \| \| \| \| \| \| \| \| \| \| \| \| \| \| \| \| \| \| \| \| \| \| \| 8. Tomás Lyon-Bowes, lord Glamis \| \| \| \| \| \| \| \| \| \| \| \| \| \| \| \| \| \| \| \| \| \| \| \| \| \| \| \| \| \| \| \| \| \| \| \| \| \| \| \| \| \| \| \| \| \| \| \| \| \| \| \| \| \| 17. Mary Elizabeth Louisa Carpenter \| \| \| \| \| \| \| \| \| \| \| \| \| \| \| \| \| \| \| \| \| \| \| \| \| \| \| \| \| \| \| \| \| \| \| \| \| \| \| \| \| \| \| \| \| \| \| \| \| \| \| \| \| \| 4. Claude Bowes-Lyon, XIII conde de Strathmore y Kinghorne \| \| \| \| \| \| \| \| \| \| \| \| \| \| \| \| \| \| \| \| \| \| \| \| \| \| \| \| \| \| \| \| \| \| \| \| \| \| \| \| \| \| \| \| \| \| \| \| \| \| \| \| \| \| 18. Joseph Valentine Grimstead \| \| \| \| \| \| \| \| \| \| \| \| \| \| \| \| \| \| \| \| \| \| \| \| \| \| \| \| \| \| \| \| \| \| \| \| \| \| \| \| \| \| \| \| \| \| \| \| \| \| \| \| \| \| 9. Carlota Grimstead \| \| \| \| \| \| \| \| \| \| \| \| \| \| \| \| \| \| \| \| \| \| \| \| \| \| \| \| \| \| \| \| \| \| \| \| \| \| \| \| \| \| \| \| \| \| \| \| \| \| \| \| \| \| 19. Charlotte Sarah Jane Walsh \| \| \| \| \| \| \| \| \| \| \| \| \| \| \| \| \| \| \| \| \| \| \| \| \| \| \| \| \| \| \| \| \| \| \| \| \| \| \| \| \| \| \| \| \| \| \| \| \| \| \| \| \| \| 2. Claude Bowes-Lyon, XIV conde de Strathmore y Kinghorne \| \| \| \| \| \| \| \| \| \| \| \| \| \| \| \| \| \| \| \| \| \| \| \| \| \| \| \| \| \| \| \| \| \| \| \| \| \| \| \| \| \| \| \| \| \| \| \| \| \| \| \| \| \| 20. George Smith \| \| \| \| \| \| \| \| \| \| \| \| \| \| \| \| \| \| \| \| \| \| \| \| \| \| \| \| \| \| \| \| \| \| \| \| \| \| \| \| \| \| \| \| \| \| \| \| \| \| \| \| \| \| 10. Oswald Smith \| \| \| \| \| \| \| \| \| \| \| \| \| \| \| \| \| \| \| \| \| \| \| \| \| \| \| \| \| \| \| \| \| \| \| \| \| \| \| \| \| \| \| \| \| \| \| \| \| \| \| \| \| \| 21. Frances Mary Mosley \| \| \| \| \| \| \| \| \| \| \| \| \| \| \| \| \| \| \| \| \| \| \| \| \| \| \| \| \| \| \| \| \| \| \| \| \| \| \| \| \| \| \| \| \| \| \| \| \| \| \| \| \| \| 5. Frances Smith \| \| \| \| \| \| \| \| \| \| \| \| \| \| \| \| \| \| \| \| \| \| \| \| \| \| \| \| \| \| \| \| \| \| \| \| \| \| \| \| \| \| \| \| \| \| \| \| \| \| \| \| \| \| 22. Robert Hodgson \| \| \| \| \| \| \| \| \| \| \| \| \| \| \| \| \| \| \| \| \| \| \| \| \| \| \| \| \| \| \| \| \| \| \| \| \| \| \| \| \| \| \| \| \| \| \| \| \| \| \| \| \| \| 11. Henrietta Mildred Hodgson \| \| \| \| \| \| \| \| \| \| \| \| \| \| \| \| \| \| \| \| \| \| \| \| \| \| \| \| \| \| \| \| \| \| \| \| \| \| \| \| \| \| \| \| \| \| \| \| \| \| \| \| \| \| 23. Mary Tucker \| \| \| \| \| \| \| \| \| \| \| \| \| \| \| \| \| \| \| \| \| \| \| \| \| \| \| \| \| \| \| \| \| \| \| \| \| \| \| \| \| \| \| \| \| \| \| \| \| \| \| \| \| \| 1. Lady Isabel Bowes-Lyon \| \| \| \| \| \| \| \| \| \| \| \| \| \| \| \| \| \| \| \| \| \| \| \| \| \| \| \| \| \| \| \| \| \| \| \| \| \| \| \| \| \| \| \| \| \| \| \| \| \| \| \| \| \| 24. William Henry Cavendish-Bentinck, III duque de Portland \| \| \| \| \| \| \| \| \| \| \| \| \| \| \| \| \| \| \| \| \| \| \| \| \| \| \| \| \| \| \| \| \| \| \| \| \| \| \| \| \| \| \| \| \| \| \| \| \| \| \| \| \| \| 12. Lord Charles Cavendish-Bentinck \| \| \| \| \| \| \| \| \| \| \| \| \| \| \| \| \| \| \| \| \| \| \| \| \| \| \| \| \| \| \| \| \| \| \| \| \| \| \| \| \| \| \| \| \| \| \| \| \| \| \| \| \| \| 25. Lady Dorothy Cavendish \| \| \| \| \| \| \| \| \| \| \| \| \| \| \| \| \| \| \| \| \| \| \| \| \| \| \| \| \| \| \| \| \| \| \| \| \| \| \| \| \| \| \| \| \| \| \| \| \| \| \| \| \| \| 6. Carlos Cavendish-Bentinck \| \| \| \| \| \| \| \| \| \| \| \| \| \| \| \| \| \| \| \| \| \| \| \| \| \| \| \| \| \| \| \| \| \| \| \| \| \| \| \| \| \| \| \| \| \| \| \| \| \| \| \| \| \| 26. Richard Wellesley, I marqués Wellesley \| \| \| \| \| \| \| \| \| \| \| \| \| \| \| \| \| \| \| \| \| \| \| \| \| \| \| \| \| \| \| \| \| \| \| \| \| \| \| \| \| \| \| \| \| \| \| \| \| \| \| \| \| \| 13. Ana Wellesley \| \| \| \| \| \| \| \| \| \| \| \| \| \| \| \| \| \| \| \| \| \| \| \| \| \| \| \| \| \| \| \| \| \| \| \| \| \| \| \| \| \| \| \| \| \| \| \| \| \| \| \| \| \| 27. Hyacinthe-Gabrielle Roland \| \| \| \| \| \| \| \| \| \| \| \| \| \| \| \| \| \| \| \| \| \| \| \| \| \| \| \| \| \| \| \| \| \| \| \| \| \| \| \| \| \| \| \| \| \| \| \| \| \| \| \| \| \| 3. Cecilia Cavendish-Bentinck \| \| \| \| \| \| \| \| \| \| \| \| \| \| \| \| \| \| \| \| \| \| \| \| \| \| \| \| \| \| \| \| \| \| \| \| \| \| \| \| \| \| \| \| \| \| \| \| \| \| \| \| \| \| 28. Edwyn Andrew Burnaby \| \| \| \| \| \| \| \| \| \| \| \| \| \| \| \| \| \| \| \| \| \| \| \| \| \| \| \| \| \| \| \| \| \| \| \| \| \| \| \| \| \| \| \| \| \| \| \| \| \| \| \| \| \| 14. Edwyn Burnaby \| \| \| \| \| \| \| \| \| \| \| \| \| \| \| \| \| \| \| \| \| \| \| \| \| \| \| \| \| \| \| \| \| \| \| \| \| \| \| \| \| \| \| \| \| \| \| \| \| \| \| \| \| \| 29. Mary Browne \| \| \| \| \| \| \| \| \| \| \| \| \| \| \| \| \| \| \| \| \| \| \| \| \| \| \| \| \| \| \| \| \| \| \| \| \| \| \| \| \| \| \| \| \| \| \| \| \| \| \| \| \| \| 7. Luisa Burnaby \| \| \| \| \| \| \| \| \| \| \| \| \| \| \| \| \| \| \| \| \| \| \| \| \| \| \| \| \| \| \| \| \| \| \| \| \| \| \| \| \| \| \| \| \| \| \| \| \| \| \| \| \| \| 30. Thomas Salisbury \| \| \| \| \| \| \| \| \| \| \| \| \| \| \| \| \| \| \| \| \| \| \| \| \| \| \| \| \| \| \| \| \| \| \| \| \| \| \| \| \| \| \| \| \| \| \| \| \| \| \| \| \| \| 15. Ana Carolina Salisbury \| \| \| \| \| \| \| \| \| \| \| \| \| \| \| \| \| \| \| \| \| \| \| \| \| \| \| \| \| \| \| \| \| \| \| \| \| \| \| \| \| \| \| \| \| \| \| \| \| \| \| \| \| \| 31. Frances Webb \| \| \| \| \| \| \| \| \| \| \| \| \| \| \| \| \| \| \| \| \| \| \| \| \| \| \| \| \| \| \| \| \| \| \| \| \| \| \| \| \| \| \| \| \| \| \| \| \| \| \| \| |                                                             |  |  |  |  |  |  |  |  |  |  |  |  |  |  |  |
| |                                                             |  |  |  |  |  |  |  |  |  |  |  |  |  |  |  |
| | 16. Thomas Lyon-Bowes, XI conde de Strathmore y Kinghorne   |  |  |  |  |  |  |  |  |  |  |  |  |  |  |  |
| |                                                             |  |  |  |  |  |  |  |  |  |  |  |  |  |  |  |
| |                                                             |  |  |  |  |  |  |  |  |  |  |  |  |  |  |  |
| | 8. Tomás Lyon-Bowes, lord Glamis                            |  |  |  |  |  |  |  |  |  |  |  |  |  |  |  |
| |                                                             |  |  |  |  |  |  |  |  |  |  |  |  |  |  |  |
| |                                                             |  |  |  |  |  |  |  |  |  |  |  |  |  |  |  |
| | 17. Mary Elizabeth Louisa Carpenter                         |  |  |  |  |  |  |  |  |  |  |  |  |  |  |  |
| |                                                             |  |  |  |  |  |  |  |  |  |  |  |  |  |  |  |
| |                                                             |  |  |  |  |  |  |  |  |  |  |  |  |  |  |  |
| | 4. Claude Bowes-Lyon, XIII conde de Strathmore y Kinghorne  |  |  |  |  |  |  |  |  |  |  |  |  |  |  |  |
| |                                                             |  |  |  |  |  |  |  |  |  |  |  |  |  |  |  |
| |                                                             |  |  |  |  |  |  |  |  |  |  |  |  |  |  |  |
| | 18. Joseph Valentine Grimstead                              |  |  |  |  |  |  |  |  |  |  |  |  |  |  |  |
| |                                                             |  |  |  |  |  |  |  |  |  |  |  |  |  |  |  |
| |                                                             |  |  |  |  |  |  |  |  |  |  |  |  |  |  |  |
| | 9. Carlota Grimstead                                        |  |  |  |  |  |  |  |  |  |  |  |  |  |  |  |
| |                                                             |  |  |  |  |  |  |  |  |  |  |  |  |  |  |  |
| |                                                             |  |  |  |  |  |  |  |  |  |  |  |  |  |  |  |
| | 19. Charlotte Sarah Jane Walsh                              |  |  |  |  |  |  |  |  |  |  |  |  |  |  |  |
| |                                                             |  |  |  |  |  |  |  |  |  |  |  |  |  |  |  |
| |                                                             |  |  |  |  |  |  |  |  |  |  |  |  |  |  |  |
| | 2. Claude Bowes-Lyon, XIV conde de Strathmore y Kinghorne   |  |  |  |  |  |  |  |  |  |  |  |  |  |  |  |
| |                                                             |  |  |  |  |  |  |  |  |  |  |  |  |  |  |  |
| |                                                             |  |  |  |  |  |  |  |  |  |  |  |  |  |  |  |
| | 20. George Smith                                            |  |  |  |  |  |  |  |  |  |  |  |  |  |  |  |
| |                                                             |  |  |  |  |  |  |  |  |  |  |  |  |  |  |  |
| |                                                             |  |  |  |  |  |  |  |  |  |  |  |  |  |  |  |
| | 10. Oswald Smith                                            |  |  |  |  |  |  |  |  |  |  |  |  |  |  |  |
| |                                                             |  |  |  |  |  |  |  |  |  |  |  |  |  |  |  |
| |                                                             |  |  |  |  |  |  |  |  |  |  |  |  |  |  |  |
| | 21. Frances Mary Mosley                                     |  |  |  |  |  |  |  |  |  |  |  |  |  |  |  |
| |                                                             |  |  |  |  |  |  |  |  |  |  |  |  |  |  |  |
| |                                                             |  |  |  |  |  |  |  |  |  |  |  |  |  |  |  |
| | 5. Frances Smith                                            |  |  |  |  |  |  |  |  |  |  |  |  |  |  |  |
| |                                                             |  |  |  |  |  |  |  |  |  |  |  |  |  |  |  |
| |                                                             |  |  |  |  |  |  |  |  |  |  |  |  |  |  |  |
| | 22. Robert Hodgson                                          |  |  |  |  |  |  |  |  |  |  |  |  |  |  |  |
| |                                                             |  |  |  |  |  |  |  |  |  |  |  |  |  |  |  |
| |                                                             |  |  |  |  |  |  |  |  |  |  |  |  |  |  |  |
| | 11. Henrietta Mildred Hodgson                               |  |  |  |  |  |  |  |  |  |  |  |  |  |  |  |
| |                                                             |  |  |  |  |  |  |  |  |  |  |  |  |  |  |  |
| |                                                             |  |  |  |  |  |  |  |  |  |  |  |  |  |  |  |
| | 23. Mary Tucker                                             |  |  |  |  |  |  |  |  |  |  |  |  |  |  |  |
| |                                                             |  |  |  |  |  |  |  |  |  |  |  |  |  |  |  |
| |                                                             |  |  |  |  |  |  |  |  |  |  |  |  |  |  |  |
| | 1. Lady Isabel Bowes-Lyon                                   |  |  |  |  |  |  |  |  |  |  |  |  |  |  |  |
| |                                                             |  |  |  |  |  |  |  |  |  |  |  |  |  |  |  |
| |                                                             |  |  |  |  |  |  |  |  |  |  |  |  |  |  |  |
| | 24. William Henry Cavendish-Bentinck, III duque de Portland |  |  |  |  |  |  |  |  |  |  |  |  |  |  |  |
| |                                                             |  |  |  |  |  |  |  |  |  |  |  |  |  |  |  |
| |                                                             |  |  |  |  |  |  |  |  |  |  |  |  |  |  |  |
| | 12. Lord Charles Cavendish-Bentinck                         |  |  |  |  |  |  |  |  |  |  |  |  |  |  |  |
| |                                                             |  |  |  |  |  |  |  |  |  |  |  |  |  |  |  |
| |                                                             |  |  |  |  |  |  |  |  |  |  |  |  |  |  |  |
| | 25. Lady Dorothy Cavendish                                  |  |  |  |  |  |  |  |  |  |  |  |  |  |  |  |
| |                                                             |  |  |  |  |  |  |  |  |  |  |  |  |  |  |  |
| |                                                             |  |  |  |  |  |  |  |  |  |  |  |  |  |  |  |
| | 6. Carlos Cavendish-Bentinck                                |  |  |  |  |  |  |  |  |  |  |  |  |  |  |  |
| |                                                             |  |  |  |  |  |  |  |  |  |  |  |  |  |  |  |
| |                                                             |  |  |  |  |  |  |  |  |  |  |  |  |  |  |  |
| | 26. Richard Wellesley, I marqués Wellesley                  |  |  |  |  |  |  |  |  |  |  |  |  |  |  |  |
| |                                                             |  |  |  |  |  |  |  |  |  |  |  |  |  |  |  |
| |                                                             |  |  |  |  |  |  |  |  |  |  |  |  |  |  |  |
| | 13. Ana Wellesley                                           |  |  |  |  |  |  |  |  |  |  |  |  |  |  |  |
| |                                                             |  |  |  |  |  |  |  |  |  |  |  |  |  |  |  |
| |                                                             |  |  |  |  |  |  |  |  |  |  |  |  |  |  |  |
| | 27. Hyacinthe-Gabrielle Roland                              |  |  |  |  |  |  |  |  |  |  |  |  |  |  |  |
| |                                                             |  |  |  |  |  |  |  |  |  |  |  |  |  |  |  |
| |                                                             |  |  |  |  |  |  |  |  |  |  |  |  |  |  |  |
| | 3. Cecilia Cavendish-Bentinck                               |  |  |  |  |  |  |  |  |  |  |  |  |  |  |  |
| |                                                             |  |  |  |  |  |  |  |  |  |  |  |  |  |  |  |
| |                                                             |  |  |  |  |  |  |  |  |  |  |  |  |  |  |  |
| | 28. Edwyn Andrew Burnaby                                    |  |  |  |  |  |  |  |  |  |  |  |  |  |  |  |
| |                                                             |  |  |  |  |  |  |  |  |  |  |  |  |  |  |  |
| |                                                             |  |  |  |  |  |  |  |  |  |  |  |  |  |  |  |
| | 14. Edwyn Burnaby                                           |  |  |  |  |  |  |  |  |  |  |  |  |  |  |  |
| |                                                             |  |  |  |  |  |  |  |  |  |  |  |  |  |  |  |
| |                                                             |  |  |  |  |  |  |  |  |  |  |  |  |  |  |  |
| | 29. Mary Browne                                             |  |  |  |  |  |  |  |  |  |  |  |  |  |  |  |
| |                                                             |  |  |  |  |  |  |  |  |  |  |  |  |  |  |  |
| |                                                             |  |  |  |  |  |  |  |  |  |  |  |  |  |  |  |
| | 7. Luisa Burnaby                                            |  |  |  |  |  |  |  |  |  |  |  |  |  |  |  |
| |                                                             |  |  |  |  |  |  |  |  |  |  |  |  |  |  |  |
| |                                                             |  |  |  |  |  |  |  |  |  |  |  |  |  |  |  |
| | 30. Thomas Salisbury                                        |  |  |  |  |  |  |  |  |  |  |  |  |  |  |  |
| |                                                             |  |  |  |  |  |  |  |  |  |  |  |  |  |  |  |
| |                                                             |  |  |  |  |  |  |  |  |  |  |  |  |  |  |  |
| | 15. Ana Carolina Salisbury                                  |  |  |  |  |  |  |  |  |  |  |  |  |  |  |  |
| |                                                             |  |  |  |  |  |  |  |  |  |  |  |  |  |  |  |
| |                                                             |  |  |  |  |  |  |  |  |  |  |  |  |  |  |  |
| | 31. Frances Webb                                            |  |  |  |  |  |  |  |  |  |  |  |  |  |  |  |
| |                                                             |  |  |  |  |  |  |  |  |  |  |  |  |  |  |  |
| |                                                             |  |  |  |  |  |  |  |  |  |  |  |  |  |  |  |